# Уда (Смоленская область)
Уда — деревня в Вяземском районе Смоленской области России. Входит в состав Степаниковского сельского поселения. Население — 4 жителя (2007). 
Расположена в восточной части области в 13 км к юго-востоку от Вязьмы, в 14 км восточнее автодороги Р132 Вязьма — Калуга — Тула — Рязань, на берегу реки Лосьминки. В 4 км севернее деревни расположена железнодорожная станция О.п. 18-й км на линии Вязьма — Калуга. 

## История
В годы Великой Отечественной войны деревня была оккупирована гитлеровскими войсками в октябре 1941 года, освобождена в марте 1943 года. 